# 해석적 연속
복소해석학에서 해석적 연속(解析的連續, analytic continuation)은 주어진 정칙함수에 대한 정의역을 늘이는 방법이다. 해석적 접속 또는 확장이라고도 불린다.

## 개요

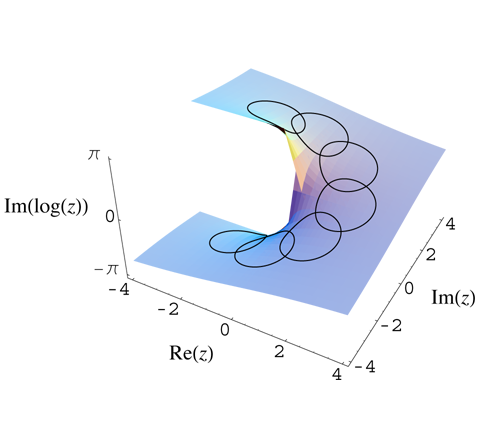
자연로그의 허수 축에 대한 해석적 연속

복소평면 C에서 f 가 열린 부분집합 U에서 정의된 정칙함수라 하자. 그리고, F 가 C 에서의 U를 포함하는 더 큰 열린 부분집합인 V에서 정의된 정칙함수라 하자. 이때,
{\displaystyle \displaystyle F(z)=f(z)\qquad \forall z\in U}
를 만족하면, F는 f에 대한 해석적 연속이라 한다. 다른 한편으로, F 의 U 로의 제한이 f 가 된다.
해석적 연속은 실해석에서는 성립하지 않지만 복소해석에서는 성립하는 중요한 정리인 항등 정리로부터 알 수 있는 결과이며, 따라서 해석적 연속은 유일성을 가짐을 알 수 있다.
위의 수학적 논의는, (두번째의 경우로 보자면) 자칫 f 가 무한대로 발산하는 곳에서 인위적으로 값을 주는 것으로 보일 수도 있다. 그러나, 분명 f는 U에서 정의된 함수임에 유의해야 한다.
즉, 해석적 연속은 f 와 g 가 각각 열린 부분집합 U 와 V에 정의되어 있고 U 와 V 의 교집합(열린 부분집합)에서 두 값이 같을 때,
U 와 V 의 합집합인 열린 부분집합 W에서 정칙이며 U 에서는 f 의 값을 갖는 정칙함수 h는, V 에서는 위의 조건을 만족하는 g 로 유일하여,
{\displaystyle h(z)={\begin{cases}f(z),\qquad \forall z\in U\\g(z),\qquad \forall z\in V\end{cases}}}
임을 보여주는 정리이다. U에 정의된 정칙함수 f 가 가진 좋은 성질을 유지하면서, 그보다 더 큰 정의역을 가지는 정칙 함수 h를 찾을 수 있는 것이다.
해석적 연속의 한 예로, 제타 함수를 복소평면 전체로 확장한 리만 제타 함수가 있다. 이때, 복소평면 전체로 확장되지 않았을 때는 제타 함수가 피적분 함수일 때 유수 (복소해석학)를 구할 수 없지만, 리만 제타 함수를 피적분 함수로 두면 유수를 통하여 적분 값을 알 수 있다.